# Ja się zastrzelę
Ja się zastrzelę! (ang. Just Shoot Me!) – amerykański serial telewizyjny wyświetlany przez stację NBC przez 7 sezonów od 4 marca 1997 do 16 sierpnia 2003, a łączna liczba odcinków wyniosła 148. W Polsce premierowy odcinek został wyemitowany przez telewizję Polsat 1 marca 1998.

## Opis fabuły
Zabawne perypetie pracowników redakcji magazynu kobiecego o nazwie "Blush". Poznamy dziennikarkę o wielkim temperamencie Mayę Galo, jej szefa i zarazem ojca - Jacka Gallo. Sprośności doda była modelka Nina Van Horn i fotograf-kobieciarz Elliot. Narzekać na swój los mężczyzny-sekretarki będzie Dennis Finch.

## Obsada
- Laura San Giacomo jako Maya Gallo
- George Segal jako Jack Gallo
- David Spade jako Dennis Finch
- Enrico Colantoni jako Elliot DiMauro
- Wendie Malick jako Nina Van Horn
- Brian Posehn jako Kevin Liotta
- Rena Sofer jako Vicki Costa
- Rebecca Romijn jako Adrienne Barker - Finch